# Gotthard Heinrici

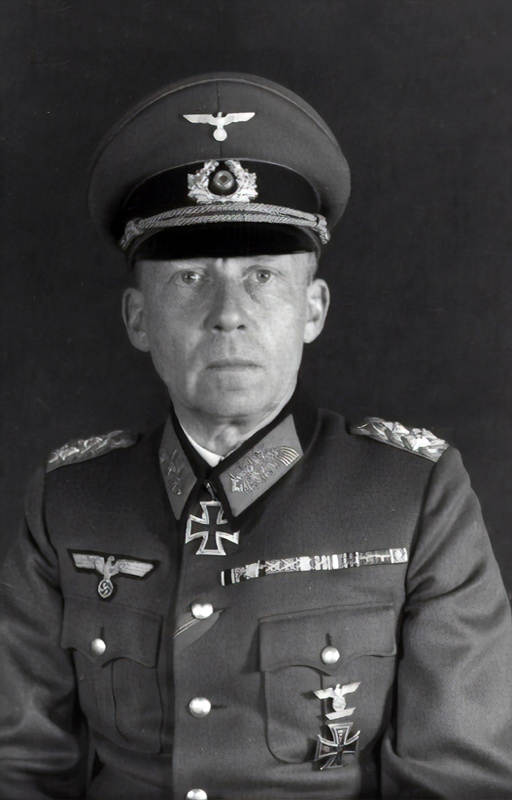
Gotthard Heinrici

Gotthardt Heinrici (25 tháng 12 năm 1886 – 13 tháng 12 năm 1971) là một vị tướng bộ binh và thiết giáp của Đệ tam Đế chế Đức, đã được thăng đến cấp Đại tướng. Ông được coi là một trong những những tướng đánh trận giỏi nhất của quân đội Đức trong Chiến tranh thế giới thứ hai.

## Tiểu sử
Heinrici ra đời tại Gumbinnen (nay là Gusev), Đông Phổ, vào Giáng sinh năm 1886. Có rất ít thông tin về đời tư của Heinrici. Ông là cháu họ Thống chế Gerd von Rundstedt và kết hôn với Gertrude Heinrici, một người có gốc Do Thái. Gia đình ông nhận được một Deutschblütigkeitserklärung (văn bằng chứng nhận có máu Đức) từ chính Lãnh tụ Đức Adolf Hitler. Nhà Heinrici có hai người con: một gái và một trai.
Là con trai một mục sự giáo phái Luther, Heinrici là một người ngoan đạo và thường xuyên đến nhà thờ. Sự sùng đạo khiến ông không được ưa thích trong tổ chức Quốc xã và không có quan hệ tốt với Thống chế Đế chế (Reichsmarschall) Hermann Göring và Hitler. Điều này có lẽ là do ông từ chối gia nhập Đảng Quốc xã.

## Khởi đầu sự nghiệp quân sự
Gia đình Heinrici đã theo nghiệp nhà binh từ thế kỉ 12. Gotthard Heinrici tiếp nối truyền thống gia đình khi gia nhập Trung đoàn Bộ binh 95 ngày 8 tháng 3 năm 1905. Khi đó ông 19 tuổi. Heinrici tham chiến trên cả hai mặt trận phía đông và phía tây trong Chiến tranh thế giới thứ nhất và giành nhiều phần thưởng. Những phần thưởng bao gồm Schwarz Verwundetenabzeichen vì bị thương trên chiến trường. Heinrici cũng nhận được Huân chương Chữ thập Sắt hạng Nhất và hạng Hai vào năm 1914 và 1915. Ông cũng tham dự Trận Tannenberg. Heinrici từng là một nạn nhân của khí độc trong Chiến tranh thế giới thứ nhất.

## Chiến tranh thế giới thứ hai
Heinrici phục vụ trong suốt Chiến tranh thế giới thứ hai, cũng như trong Chiến tranh thế giới thứ nhất, ông tham chiến ở cả hai mặt trận. Heinrici nổi danh là chiến thuật gia về phòng thủ tài ba nhất của Đức trong Wehrmacht và nổi tiếng gan lì. Vì vậy, sĩ quan và binh lính dưới quyền ông gọi ông là Unser Giftzwerg, hiểu như là "Chàng lùn cứng cáp của chúng ta", để xác nhận tính cách và vóc người nhỏ bé của ông.
Trong suốt Chiến tranh chớp nhoáng tấn công Pháp, Heinrici chỉ huy Quân đoàn 12 và chọc thủng được Phòng tuyến Maginot ngày 14 tháng 6 năm 1940.
Năm 1941, trong Chiến dịch Barbarossa, Heinrici phục vụ trong Tập đoàn quân Thiết giáp số 2 dưới quyền Heinz Guderian và, với tư cách Tư lệnh Quân đoàn 43, nhận được huân chương Thập tự Hiệp sĩ.
Ngày 26 tháng 1 năm 1942, Heinrici được cử làm Tư lệnh Tập đoàn quân số 4 Đức. Đơn vị này là lực lượng chủ yếu trên phòng tuyến đang tan vỡ nhanh chóng của người Đức đối diện thẳng với Moskva. Tập đoàn quân số 4 dưới quyền Heinrici đã chống cự mãnh liệt với Hồng quân Xô Viết trong suốt 10 tuần. Heinrici đã thành công dù có những lúc phải đối địch với lực lượng đối phương đông gấp 12 lần. Trong suốt thời gian này, Heinrici đã phát triển một trong những chiến lược nổi tiếng nhất của mình: khi nhận ra một đợt tiến công của quân Xô Viết sắp diễn ra, Heinrici ém quân phía sau chiến lũy trước khi pháo binh nổ súng bắn yểm hộ. Rồi, ngay sau đó, ông tung họ, hoàn toàn khỏe mạnh, trở lại đối mặt với quân tấn công Xô Viết. 

### Smolensk
Cuối năm 1943, Göring an trí Heinrici ở một khu dưỡng bệnh ở Karlsbad với cái cớ "sức khỏe kém". Đây thực ra là sự trừng phạt vì ông đã từ chối thiêu hủy Smolensk theo chính sách "tiêu thổ" của chính quyền Quốc xã. Tuy nhiên, đáng lưu ý là Heinrici đã từng hai lần nghỉ có phép trong 2 tháng trong Chiến tranh thế giới thứ hai. Ông đã nghỉ phép từ 6 tháng 6 đến 13 tháng 7 năm 1942. Khoảng một năm sau, Heinrici lại nghỉ phép từ 1 tháng 6 đến 31 tháng 7 năm 1943. Người ta tin rằng lý do của một trong hai lần nghỉ phép này là ông mắc phải bệnh viêm gan.
Mùa hè năm 1944, sau 8 tháng ngồi chơi xơi nước, Heinrici được cử đến Hungary và nhận chức Tư lệnh Tập đoàn quân Thiết giáp số 1 Đức, bao gồm Tập đoàn quân Hungary số 1. Ông đã thành công dẫn Tập đoàn quân Thiết giáp số 1 rút lui về Slovakia mà hầu như không thiệt hại gì. Sự chiến đấu kiên cường của Heinrici giúp ông nhận được Thanh kiếm với Lá sồi cho Thập tự Hiệp sĩ ngày 3 tháng 3 năm 1945.

### Lui quân khỏi Oder
Ngày 20 tháng 3 năm 1945, Heinz Guderian thay thế Heinrich Himmler, với Heinrici là Tổng tư lệnh Cụm tập đoàn quân Vistula trên Mặt trận phía đông. Trước đó, cho rằng ông bị ốm, Himmler đã giải chức ông ngày 13 tháng 3 và an trí tại một viện điều dưỡng tại Hohenlychen. Lúc này, trận địa của Cụm Vistula chỉ cách Berlin chưa tới 50 dặm.
Với tư cách Tổng tư lệnh Cụm tập đoàn quân Vistula, Heinrici chỉ huy hai tập đoàn quân: Tập đoàn quân Thiết giáp số 3 của tướng Hasso von Manteuffel và Tập đoàn quân số 9 của tướng Theodor Busse. Heinrici được giao nhiệm vụ ngăn cản quân Xô Viết tấn công qua sông Oder. Nhưng ông phải đối mặt với sự thiếu hụt nhân lực, vật lực, và ảo tưởng của Hitler rằng Hồng quân sẽ không thể tấn công Berlin.
Dưới sự chỉ huy của hai nguyên soái Georgi Konstantinovich Zhukov (Phương diện quân Belorussia số 1) và Ivan Stepanovich Koniev (Phương diện quân Ukraina số 1), quân Xô Viết nhanh chóng tiến về phía tây và đã dừng lại ở bờ đông sông Oder vài tháng. Khi quân Anh-Mỹ tiến đến Berlin từ hướng tây, tuy nhiên, Stalin cho rằng họ muốn chiếm Berlin cho mình và do đó lệnh cho Zhukov và Koniev tiến chiếm thành phố mà không được trì hoãn thêm nữa.
Ngày 15 tháng 4, Heinrici gặp kiến trúc sư Albert Speer và Trung tướng Helmuth Reymann để thảo luận về chính sách tiêu thổ (xem Sắc lệnh Nero) mà Speer và Heinrici đều chống lại. Lúc đó, Reymann là Tư lệnh phòng thủ Berlin. Dù Reymann từ chối ủng hộ Speer, ông ta hứa sẽ bàn bạc với Heinrici trước khi phá hủy cơ sở hạ tầng chính yếu của thành phố.
Ngày 16 tháng 4, giai đoạn 1 của trận Berlin, trận Oder-Neisse, bắt đầu. Trên toàn tuyến, quân Xô Viết tấn công với hơn 1.500.000 quân trong trận chiến mà họ mệnh danh là "Chiến dịch Tấn công Berlin". Sáng sớm ngày 18 tháng 4, quân của Zhukov vượt sông Oder và tấn công các vị trí quân Heinrici trên bờ tây. Cùng lúc đó, quân của Koniev tấn công Cụm tập đoàn quân Trung tâm của Thống chế Ferdinand Schörner về phía nam. Tới ngày 19 tháng 4, quân Xô Viết đã vượt qua tuyến phòng thủ và trận Oder-Neisse chấm dứt. Lúc này bắt đầu giai đoạn 2 của trận Berlin, trận đánh chiếm lấy thành phố.
Khoảng 21 tháng 4, Hitler mới biết được kế hoạch lui quân của Cụm Vistula sau một yêu cầu khó hiểu của Đại tướng Heinrici. Heinrici yêu cầu Hitler cho phép dời Bộ Tư lệnh của ông về địa điểm mới. Hitler chỉ có thể nhận ra vị trí mới của Bộ Tư lệnh của Heinrici sau khi đã tìm kiếm rất nhiều trên bản đồ. Hitler sau đó sợ hãi nhận ra rằng vị trí đó ở về phía tây và, do đó, xa hơn Tổng hành dinh của chính Hitler ở Führerbunker đối với quân Xô Viết. Và Hitler đã nổi điên.
Tới cuối tháng 4, Heinrici nhận ra rằng Cụm tập đoàn quân Vistula không thể ngăn chặn nổi đà tiến của quân Xô Viết. Sau những ngày giao tranh ác liệt, ông ra lệnh rút quân khỏi Wollin. Ông lệnh cho binh lính lui sang sông Oder. Heinrici ra mệnh lệnh này bất chấp mệnh lệnh của Hitler rằng không được lui quân khi chưa có lệnh của chính ông ta.

### Bất đồng với Keitel và bị cách chức
Ngày 28 tháng 4, Thống chế Đức Wilhelm Keitel kinh ngạc nhận ra lực lượng Sư đoàn Thiết giáp số 7 và Sư đoàn Bộ binh Cơ giới số 25 đang tiến về phía bắc xa khỏi, khi đang đi trên đường phía bắc Berlin. Những đội quân này thuộc Tập đoàn quân Thiết giáp số 3 của Hasso von Manteuffel. Tập đoàn quân Thiết giáp số 3 cũng là một trong hai tập đoàn quân thuộc Cụm quân Vistula của Heinrici và lẽ ra phải đang tiến về Berlin. Thay vào đó, họ đang hướng về phía bắc trong một nỗ lực ngăn chặn cuộc đột phá của quân Xô Viết tại Neubrandenburg.
Heinrici đã bất chấp những mệnh lệnh nghiêm khắc nhất của Keitel và đại diện của ông ta, Đại tướng Alfred Jodl. Nổi giận, Keitel lao đi tìm Heinrici và bắt gặp ông trên một con đường gần Neubrandenburg. Heinrici đang ở gần mặt trận và được Von Manteuffel tháp tùng. Từng đoàn binh lính bị thương và không có vũ khí và những đoạn dài bất tận những người chạy nạn đang di chuyển qua. Keitel, tái mặt, yêu cầu Heinrici giải thích cho sự bất tuân thượng lệnh, mưu phản, hèn nhát, và phá hoại. Keitel buộc tội Heinrici vì sự yếu kém và hét lên rằng nếu Heinrici theo gương tướng Lothar Rendulic ở Áo và xử bắn vài nghìn kẻ đào ngũ hay treo chúng lên cái cây gần đó nhất, đội quân của ông sẽ không phải rút chạy như thế này.
Những nỗ lực của Heinrici là nhằm đem quân của mình, và càng nhiều dân càng tốt, về phía tây. Heinrici định đưa họ đến khu vực giữa nhánh bắc sông Elbe và biển Baltic. Heinrici nói với Keitel, "Thống chế Keitel, nếu ông muốn bắn những người này, hãy bắt đầu đi!".
Keitel sau đó cách chức Heinrici. Quyền chỉ huy được trao lại cho Von Manteuffel, nhưng Von Manteuffel không chỉ từ chối nhậm chức mà còn phản đối cách đối xử của Keitel với Heinrici. Kurt von Tippelskirch được cử tạm thay quyền Heinrici đến khi tướng Kurt Student đến nắm quyền chỉ huy Cụm quân Vistula. Nhưng Student đã bị quân Anh bắt trước khi có thể nhận chức.
Sau khi mất chức, Heinrici trở về Plön, nơi ông đầu hàng quân Anh ngày 28 tháng 5 năm 1945.

## Sau chiến tranh
Sau khi trở thành tù binh, Heinrici bị giam giữ tại Island Farm, ngoại trừ 3 tuần bị chuyển tới một trại ở Mỹ vào tháng 10 năm 1947, tới khi được phóng thích ngày 19 tháng 5 năm 1948.
Trong suốt chiến tranh, Heinrici đã luôn chống đối chính sách tiêu thổ của Hitler, dù mệnh lệnh là phải phá hủy mọi thứ để tránh rơi vào tay quân địch. Ông cũng từ chối phá hủy Smolensk theo lệnh Göring, và vào cuối chiến tranh, ông đã hỗ trợ Bộ trưởng Khí tài Albert Speer, người đã nỗ lực cứu Berlin thoát khỏi sự hủy diệt hoàn toàn. Khi được trao quyền chỉ huy phòng thủ Berlin trong một thời gian ngắn ngủi, mệnh lệnh đầu tiên của Heinrici là không được tự ý phá hủy bất cứ thứ gì.
Sau chiến tranh, những trang hồi ký và thư từ của Heinrici được tập hợp lại thành sách Morals and behaviour here are like those in the Thirty Years’ War (Nhân cách và hành động ở đây giống như trong Chiến tranh 30 năm), The First Year of the German-Soviet War as Shown in the Papers of Gnl. Gotthard Heinrici (Năm đầu của Chiến tranh Đức-Soviet qua những trang giấy của Đại tướng Gotthard Heinrici). Ông cũng nổi tiếng một phần qua cuốn sách của Cornelius Ryan, "The Last Battle" (Trận chiến cuối cùng).

## Chức vụ
- Fahnenjunker-Unteroffizier (19 tháng 7 năm 1905)
- Fähnrich (19 tháng 121905)
- Trung úy (18 tháng 8 năm 1906)
- Thượng úy (17 tháng 2 năm 1914)
- Đại úy (18 tháng 1 năm 1915) Trung tá
- Thiếu tá (01 tháng 2 năm 1926)
- Thượng tá (01 tháng 8 năm 1930)
- Đại tá (01 tháng 3 năm 1933)
- Thiếu tướng (01 tháng 1 năm 1936)
- Trung tướng (01 tháng 3 năm 1938)
- Thượng tướng Bộ binh (01 tháng 6 năm 1940)
- Đại tướng (30 tháng 1 năm 1943)

## Huân chương
- Knight's Cross of the Iron Cross: 18 tháng 9 năm 1941, Thượng tướng Bộ binh Tư lệnh Quân đoàn số 43 trên Mặt trận phía Đông.
- Oakleaves (No. 333): 24 tháng 11 năm 1943, Đại tướng Tư lệnh Tập đoàn quân số 4 trên Mặt trận phía Đông.
- Swords (No. 136): 3 tháng 3 năm 1945, Generaloberst, Tư lệnh Tập đoàn quân Panzer số 1 trên Mặt trận phía Đông.
- Prussian Royal House Order of Hohenzollern, Knight's Cross with Swords: 9 tháng 8 năm 1918.
- Prussian Iron Cross 1st Class (1914): 24 tháng 7 năm 1915.
- Prussian Iron Cross 2nd Class (1914): 27 tháng 9 năm 1914.
- 1939 Bar to the Prussian Iron Cross 1st Class (1914): 16 tháng 5 năm 1940.
- 1939 Bar to the Prussian Iron Cross 2nd Class (1914): 13 tháng 5 năm 1940.
- Saxe-Coburg and Gotha: Carl Eduard War Cross
- Saxe-Coburg and Gotha: Duke Carl Eduard Medal, 2nd Class with Swords and Date
- Saxe-Weimar-Eisenach: House Order of Vigilance or the White Falcon, Knight 2nd Class with Swords
- Sxon Duchies: Ducal Saxe-Ernestine House Order, Knight 2nd Class with Swords
- Reuß: Princely Reuß Honor Cross, 3rd Class with Swords
- Schwarzburg: Princely Schwarzburg Honor Cross, 3rd Class with Swords
- Hamburg: Hanseatic Cross
- Cross of Honor for Combatants 1914-1918
- Armed Forces Long Service Award, 1st Class (25-year Service Cross)
- Armed Forces Long Service Award, 3rd Class (12-year Service Medal)
- Áo: Military Merit Cross, 3rd Class with War Decoration
- Huy chương cho Chiến dịch Mùa Đông - Nga, 1941/1942